# Lunar Strain
Lunar Strain ist das Debütalbum der schwedischen Metal-Band In Flames. Es wurde 1994 via Wrong Again Records veröffentlicht.

## Hintergrund
Da es für die Band „höllisch schwer [war], einen guten Sänger zu bekommen“, griff sie zunächst auf Mikael Stanne von Dark Tranquillity zurück. Die Lieder Behind Space und Clad in Shadows wurden für das Album Colony neu aufgenommen.
Sämtliche Titel mit Ausnahme des schwedischen Volksliedes Hårgalåten wurden von Jesper Strömblad und Glenn Ljungström geschrieben. Die Texte stammen alle von Mikael Stanne und handeln „von mysteriösen Dingen im Weltall, von den Fragen, die noch über das unendliche Universum offen sind“.
Produziert wurde das Album von der Band selber. Als Gastmusiker traten Hammerfall-Gitarrist Oscar Dronjak und Jennica Johansson (Gesang) sowie Yvla Wåhlsted (Violine) auf. Das Artwork wurde von Kenneth Johansson entworfen.
Dass die Band zum Zeitpunkt der Veröffentlichung noch relativ unbekannt war, wirkte sich zu Beginn auf die Verkäufe aus; nennenswerten Absatz fand es erst ein Jahr nach seiner Veröffentlichung. Die am 1. April 1995 veröffentlichte japanische Pressung mit den Stücken der EP Subterranean und einem für ein Metallica-Tributalbum aufgenommenen Beitrag verkaufte sich jedoch innerhalb von zwei Tagen 3000-mal. Bis Mitte 1995 belief der Absatz sich einschließlich der japanischen Version auf rund 10000 Einheiten.

## Titelliste
1. Behind Space – 4:55
2. Lunar Strain – 4:05
3. Starforsaken – 3:09
4. Dreamscape – 3:45
5. Everlost (Part I) – 4:16
6. Everlost (Part II) – 2:57
7. Hårgalåten – 2:26
8. In Flames – 5:33
9. Upon an Oaken Throne – 2:49
10. Clad in Shadows – 2:50

## Versionen
Am 1. April 1995 erschien neben der europäischen Version auch eine japanische mit den Stücken der EP Subterranean und einem für ein Metallica-Tributalbum aufgenommenen Beitrag. 1999 wurde das Album zusammen mit der EP über Regain Records wiederveröffentlicht. Eine Picture-LP stammt aus dem gleichen Jahr. 2010 wurde das Album von der gleichen Plattenfirma als Einzel-CD erneut veröffentlicht und mit den vier Liedern vom Demo aus dem Jahre 1993 aufgestockt. Für die Wiederveröffentlichung wurde die Reihenfolge der Titel ein wenig verändert. Sie erschien in einer Box zusammen mit einem Aufnäher, einem Button und einem Poster. Diese Veröffentlichung ist auf 3000 Exemplare limitiert.

### Titelliste
1. Behind Space – 4:54
2. Clad in Shadows – 2:50
3. Lunar Strain – 4:05
4. Starforsaken – 3:09
5. Dreamscape – 3:45
6. Everlost (Part I) – 4:16
7. Everlost (Part II) – 2:58
8. Hårgalåten – 2:26
9. In Flames – 5:33
10. Upon an Oaken Throne – 2:49
11. In Flames (Demo-Version) – 5:49
12. Upon an Oaken Throne (Demo-Version) – 3:05
13. Acoustic Piece (Demo-Version) – 0:38
14. Clad in Shadows (Demo-Version) – 2:47